# Eesti Ekspress

Logotipo do Eesti Ekspress.

O Eesti Ekspress é um jornal estoniano fundado em 1989 pelo Ekspress Grupp. Foi a primeira publicação politicamente independente na República Socialista Soviética Estoniana, quando o país estava sob domínio da União Soviética. É o semanário mais vendido da Estônia, com uma circulação de mais de 40 mil exemplares.